# NGC 3431
NGC 3431 é uma galáxia espiral na direção da constelação de Crater. O objeto foi descoberto pelo astrônomo Francis Leavenworth em 1887, usando um telescópio refrator com abertura de 26 polegadas. Devido a sua moderada magnitude aparente (+13,6), é visível apenas com telescópios amadores ou com equipamentos superiores. 